# Kosino (stacja metra)
Kosino (ros. Косино) – stacja linii Niekrasowskiej metra moskiewskiego, znajdująca się na granicy wschodniego i południowo-wschodniego okręgu administracyjnego Moskwy na styku rejonów Kosino–Uchtomskiego (Косино–Ухтомский) i Wychino–Żulebino (Выхино–Жулебино). Otwarcie miało miejsce 3 czerwca 2019 roku w ramach inauguracji odcinka między stacjami Kosino – Niekrasowka.

## Opis
Stacja trójnawowa typu płytkiego kolumnowego z peronem wyspowym położona jest na głębokości 27 metrów. Projekt architektoniczny opracowało biuro „Minskmietroprojekt” (ОАО «Минскметропроект») z Mińska.
Architektura przystanku zainspirowana została położonym nieopodal kompleksem Jezior Kosińskich (jeziora Białe, Czarne i Święte). Dominującą gamę kolorystyczną, składającą się ze stonowanych odcieni beżu i szarości, gdzieniegdzie przełamano żółcią. Posadzki wyłożono szarym granitem przeplecionym czarnymi pasami. Kolumny wykończono polerowanymi płytami aluminiowymi o delikatnym szampańskim zabarwieniu. Środkową część podwieszanego sufitu wykonano z lameli, boczne - z paneli aluminiowych. Nad schodami prowadzącymi z peronu na antresolę znajduje się dekoracyjna grafika przedstawiająca ptactwo, ryby i trzcinę wodną. Krawędzie peronowe zaakcentowano liniami oświetlenia ledowego.
Stacja umożliwia bezpośrednią przesiadkę na przystanek Lermontowskij prospiekt linii Tagansko-Krasnopriesnienskiej i zewnętrzną przesiadkę na stację kolejową Kosino.
Przystanek posiada jedno bezpośrednie wejście/wyjście w narożniku budynku przy ulicy Żulebińskiej, w odległości 100 metrów od stacji kolejowej Kosino. Pasażerowie mogą również skorzystać z dodatkowych siedmiu wejść/wyjść przynależących do połączonej podziemnym korytarzem stacji Lermontowskij prospiekt. 
Zakładany potok pasażerski to 23 tys. osób na godzinę.